# 自他不二
自他不二，佛教術語，亦即人我一體。佛教認為除左愛自己外，亦要愛護他人。自他不二源於不二法門，不二法門亦即不從兩個極端看事物。如有說動靜不二，亦即動靜為一體。當運用到人我生活上時，則稱謂自他不二。例如，我們應認清人我本為一體，若執著於「我」，看別人就會不順眼。然而就一個「社會人」來說，我們不可能孤立生活。因此我們應發揮同理心，一多不二，你就是我、我就是你。確認了自他不二時，人我之間的界限自然消滅，主觀意識亦滅除，如此我們才能活得瀟灑。

## 淨土宗
淨空法師認為，所謂自他不二，即愛眾生就是愛自己。所謂慈悲為懷，把自己的愛心從自己推廣出去到社會、國家、甚至世界，把一切眾生看待就如自己一樣去愛，即謂自他不二。而在應用於念佛方面，應了解自佛與他佛並無差別，如果有自有他，此為「分別心」。若有分別心時就不能見性，故說「自他不二、性相一如」。